# Estilo del relax

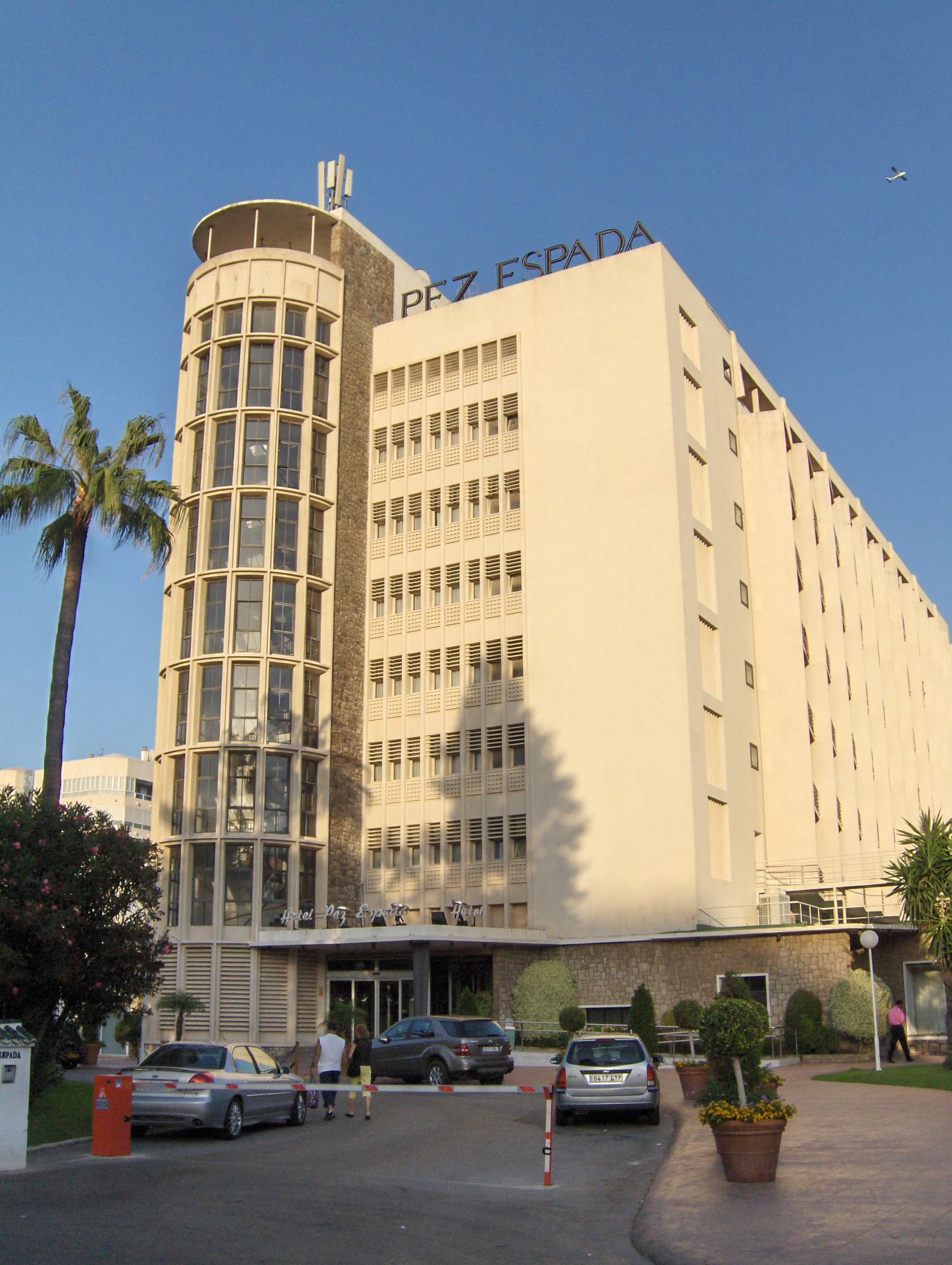
Hotel Pez Espada.

El estilo del relax es un estilo arquitectónico desarrollado en Málaga y la Costa del Sol entre 1953 y 1965, que se encuadra dentro de la corriente del estilo internacional. Se trata de un estilo con peculiaridades propias ligadas a la expansión del turismo de masas, surgido de manera espontánea a raíz de las necesidades de promoción de la Costa del Sol en el mercado internacional y carente de bases teóricas. El término fue acuñado por los investigadores Diego Santos y Juan Antonio Ramírez en 1987.
Según la profesora María Teresa Méndez Baiges, la carencia de un patrimonio histórico-artístico tan significativo como el de las ciudades vecinas de Córdoba, Granada y Sevilla, fue un factor decisivo en favor del desarrollo del estilo del relax en Málaga y su provincia, donde se pretendió reflejar una modernidad exagerada y desinhibida mediante la combinación de elementos radicalmente opuestos unidos por el funcionalismo estricto imperante en la época. Siendo una arquitectura dedicada al ocio, el estilo conjuga el funcionalismo con lo kitsch con la finalidad de transmitir una imagen optimista y divertida, opuesta a la moral franquista de las autoridades. 
Entre los edificios pertenecientes a este estilo se han identificado en la ciudad de Málaga: la Casa Lange (1959), obra de Robert Mosher; el Colegio de las Teresianas (1963), de Manuel Barbero Rebolledo y Rafael de la Joya Castro; y el edificio de La Equitativa. En Torremolinos: el Hotel Pez Espada, el Hotel Residencia  Miami y el Palacio de Congresos. En Marbella, la Ciudad Sindical. Y en Fuengirola, el desaparecido Hotel Mare Nostrum.
Se consideran precursores del estilo el Málaga Cinema (1934-1935), derribado en 1975; el Colegio de Huérfanos de Ferroviarios de Torremolinos (1935) y el mercado de mayoristas de Málaga (1939). Como autores que influenciaron el estilo se han señalado a Félix Candela y Oscar Niemeyer.